# Knocked Out Loaded
Knocked Out Loaded — двадцять четвертий студійний альбом американського музиканта та автора пісень Боба Ділана, виданий 8 серпня 1986 року лейблом Columbia Records.

## Про альбом
Альбом «Knocked Out Loaded» отримав негативні відгуки і на сьогоднішній день, на думку деяких критиків, вважається однією із найменш цікавих робіт Ділана. Хоча 11-хвилинна епічна пісня «Brownsville Girl», написана спільно із Семом Шепардом, була названа однією із кращих пісень Ділана деякими критиками.
Платівка складається із 3-ох каверів, 3-ох пісень, написаних Діланом із іншими авторами і тільки дві пісні написані самим виконавцем.
Більша частина альбому записана навесні 1986 року, окрім пісні «Got My Mind Made Up», котра була записана протягом одноденної перерви в турне Ділана і Тома Петті «True Confessions» в червні того ж року.

## Список пісень
| Сторона 1 | Сторона 1                     | Сторона 1  |
| #         | Назва                         | Тривалість |
| --------- | ----------------------------- | ---------- |
| 1.        | «You Wanna Ramble»            | 3:14       |
| 2.        | «They Killed Him»             | 4:00       |
| 3.        | «Driftin' Too Far from Shore» | 3:39       |
| 4.        | «Precious Memories»           | 3:13       |
| 5.        | «Maybe Someday»               | 3:17       |

| Сторона 2 | Сторона 2             | Сторона 2  |
| #         | Назва                 | Тривалість |
| --------- | --------------------- | ---------- |
| 1.        | «Brownsville Girl»    | 11:00      |
| 2.        | «Got My Mind Made Up» | 2:53       |
| 3.        | «Under Your Spell»    | 3:58       |